# جويل إي. كوهن
جويل إي. كوهن (بالإنجليزية: Joel E. Cohen)‏ هو رياضياتي أمريكي، ولد في 10 فبراير 1944.